# 名家 (諸子百家)

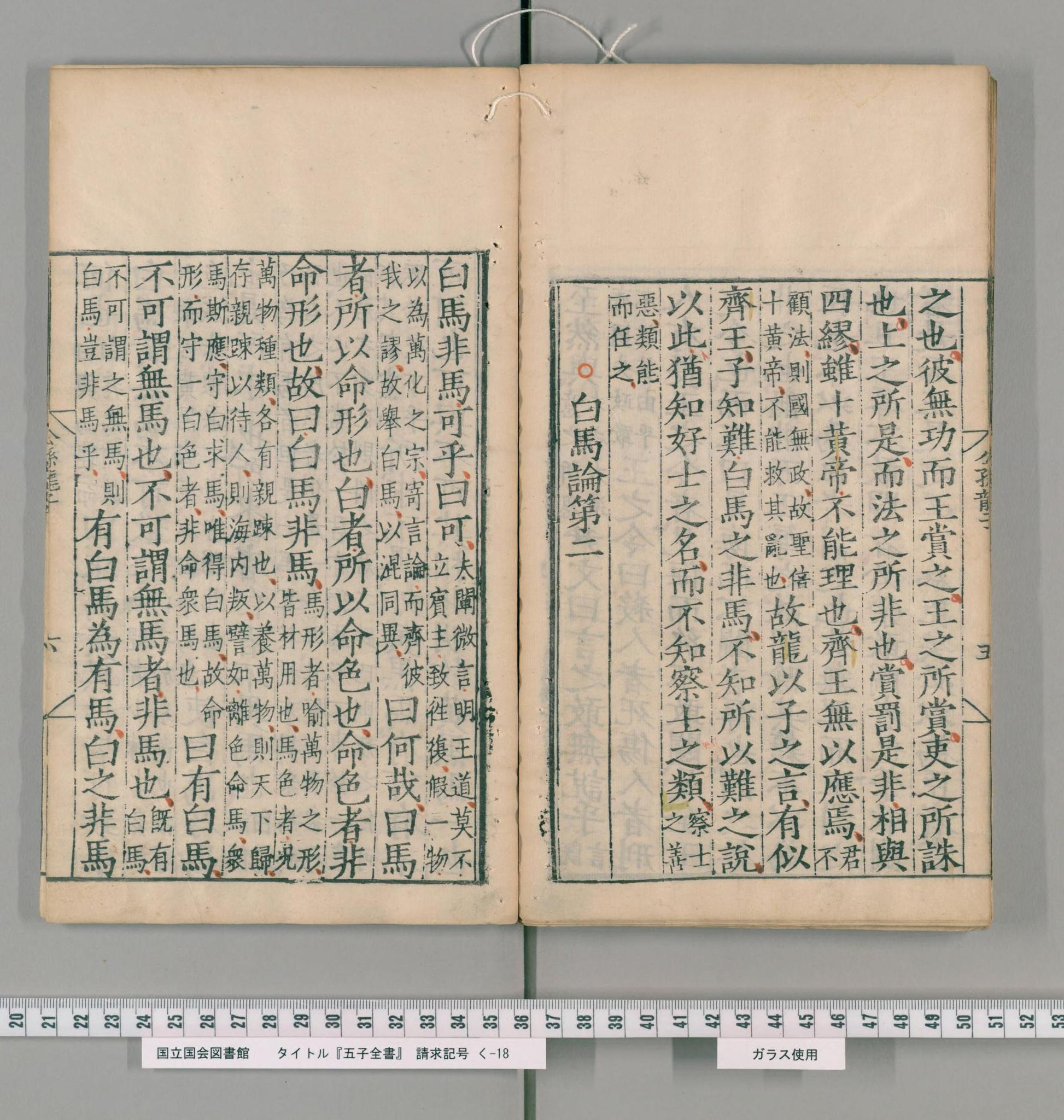
『公孫龍子』白馬非馬を述べた箇所

名家（めいか）は、古代中国戦国時代を中心に活動した諸子百家の一派。主な人物に恵施と公孫龍がいる。弁者（べんじゃ、べんしゃ）などとも呼ばれる。
人間の言葉についての思索（言語哲学）を背景に、「白馬は馬ではない」（白馬非馬）、「亀は蛇より長い」（亀長於蛇）、「鶏は三本足」（鶏三足）、「今日越に行って昨日着く」（今日適越而昔来）などの奇怪な学説を説いた。また、政治哲学として非戦論などを説くこともあった。
秦漢以後に学派は断絶したが、明治期の日本や民国初期の中国において、西洋の論理学や哲学、パラドックスと類似視され「中国における論理学」とみなされて以来、再評価されるようになった。しかし現存する文献が乏しいため、実態は不明な点が多い。
道家の荘子、儒家の荀子、墨家の墨弁、黄老思想等と思想上の関連がある。特に『荘子』は、名家への言及を多く含むため、現在名家を知る上で基本資料となっている。

## 呼称
「名家」という呼称は、漢代の『史記』や『漢書』芸文志が、後から与えた呼称である。これらより前に書かれた『荘子』天下篇（諸子百家の学説誌的な篇）では、名家にあたる学派は「弁者（辯者）」と呼ばれていた。また「弁士」「察士」と呼ばれることもあった。
「名」（名称・名辞）は、名家を象徴する語だが、名家だけの語ではない。例えば後述の『荀子』や『墨子』をはじめ、他の諸子も頻繁に「名」を論じている。とりわけ、『老子』『荘子』や上博楚簡『恒先』が説く道家的な万物生成論や、馬王堆帛書『黄帝四経』などが説く黄老思想において、「名」は重要な術語として用いられている。また、『論語』で孔子は「正名」を説いており、その「正名」と関連して、儒教には名分論や名物訓詁の学（経学）の伝統がある。ときには儒教そのものが「名教」と呼ばれることもある。また「名」は名誉・名声の意味で使われる場合も多い。以上諸々の「名」と名家の関係についても諸説ある。
「弁」（弁論・弁舌）も、名家に限らず、儒家の子貢や孟子、縦横家・陰陽家・滑稽など、様々な人物が得意とした技能とされる。

## 人物・書物
『漢書』芸文志（漢の宮廷の図書目録）によれば、名家の書物は以下の七冊（七家三十六篇）が漢代当時に存在した。
1. 『鄧析』二篇 - 春秋末期の鄧析の書物。
2. 『尹文子』一篇 - 尹文の書物。
3. 『公孫龍子』十四篇 - 公孫龍の書物。
4. 『成公生』五篇 - 秦代の成公生（中国語版）の書物。
5. 『恵子』一篇 - 恵施の書物。
6. 『黄公』四篇 - 秦代の黄疵（中国語版）の書物。
7. 『毛公』九篇 - 公孫龍と同時代の毛公の書物。

現存する書物は、『公孫龍子』六篇、『鄧析子』二篇、『尹文子』二篇である。ただし現存の『鄧析子』と『尹文子』は、後世の仮託・偽書の疑いがある。また、その内容から名家ではなく雑家や法家に分類される場合もあり、その場合は『公孫龍子』が唯一現存する名家ということになる。
名家の人物は以上の七人以外にもいる。例えば『荘子』天下篇や『列子』仲尼篇によれば、桓団（桓團または韓檀）という人物が、公孫龍と同時代の名家の中心人物とされる。また例えば、『韓非子』外儲説左上篇では、兒説という宋の弁者に「白馬非馬」が帰される。またある書物では、田巴という斉の弁士に名家の学説が帰される。またある書物では、綦毋子という人物が公孫龍の門徒にいたとされる。
その他、『隋書』経籍志など後世の目録では、三国時代の劉劭『人物志』のような人物鑑定術の書物も名家の書物とされる。しかしながら、内容的には戦国時代の名家とほぼ関係ない。
なお、20世紀後半から21世紀初頭には、馬王堆帛書・郭店楚簡・上博楚簡といった新出文献が相次いで発見されており、諸子百家の大半はそれらの新出文献により研究が進んでいる。しかしながら、名家に関する新出文献は特に発見されていない。ただし、黄老思想や生成論の「名」の思想に関しては、豊富に発見されている。

## 他の諸子百家との関係

### 雑家・法家
名家は雑家と深く関わる。『尹文子』と『鄧析子』は、上述のように雑家に分類されることもある。『尹文子』の雑家的・黄老的な思想が「後期名家の思想」とされることもある。また、雑家の『呂氏春秋』（とりわけ審応覧の諸篇）や『淮南子』には、名家の学説や逸話が記録されている。
名家は法家とも深く関わる。『鄧析子』は法家に分類されることもある。また、『尹文子』では「名」と「法」の両字が重要な術語として扱われている。清代の章学誠は『校讐通義』で、名家と法家の二家は相通ずると考察している。法家の『韓非子』外儲説左上篇は、「郢書燕説」「買櫝還珠」など言葉や謬見に関する説話を多く載せており、兒説の「白馬非馬」はその一つとして載っている。

### 荘子・墨子・宋子・荀子
名家は道家の『荘子』と深く関わる。『荘子』は複数の章（主に万物斉同を説く章）で、名家の学説と似た表現を用いている。また、恵施は『荘子』に度々登場し、荘周の友人あるいは好敵手として描かれている。また、恵施の著作は完全に散逸したが、『荘子』天下篇にその学説が記録されているおかげで、恵施の思想は現在に伝わっている。一方で、公孫龍は『荘子』秋水篇において、「井の中の蛙」として嘲笑的に描かれている。しかし他方で、その秋水篇にも登場する道家の魏牟は、『列子』仲尼篇において、公孫龍の学説を弁護している。
名家は墨家の『墨子』とも深く関わる。墨家が「兼愛」「非攻」といった博愛主義・平和主義を説いたのと同様に、恵施や公孫龍もまた「氾愛」「兼愛」「偃兵」といった博愛主義・平和主義を説いたという。また、『墨子』墨弁には、名家の術語や学説と似た表現が頻繁に出てくる。
名家は小説家の宋子とも深く関わる。『荘子』天下篇では、尹文は弁者でなく宋子の学派（宋尹学派）に分類される。宋尹学派もまた平和主義（「禁攻寝兵」）や黄老思想を説いたとされる。宋尹学派と関連があるとされる『管子』四篇は「名」の思想を含んでいる。
名家は儒家の『荀子』とも深く関わる。『荀子』は複数の篇で、恵施と鄧析を奇説・邪説を説く者達、あるいは「礼」にそむく者達として非難している。とりわけ『荀子』正名篇では、名家や宋子の学説を邪説として非難すると同時に、荀子自身の学説を述べている。

### その他
名家は縦横家の張儀とも関わる。張儀は恵施と論争して勝った人物とされる。具体的には、張儀が魏に仕えていた時、魏の宰相だった恵施との間で、外交政策をめぐる論争が起こった。張儀が連衡策を背景に斉・楚との開戦論を説いたのに対し、恵施は非戦論（上記の「偃兵」）を説いた。最終的に、張儀の開戦論が多数派の支持を得たため、恵施は魏を去ることになった。その際、恵施は魏の君主に諫言的な発言をしている。
名家は陰陽家の鄒衍とも関わる。鄒衍は公孫龍と論争して勝った人物とされる。具体的には、鄒衍が趙を訪れた時、趙の平原君の食客だった公孫龍との間で論争が起こった。鄒衍は、「弁」という営為の勝ち負けの仕組みを評価しつつも、結局は卑小な営為だとして非難した。同時に、鄒衍自身の「至道」の思想を説いて平原君の寵愛を得た。それにより、公孫龍は趙を去ることになった。
『孟子』は、名家との関わりは薄いが、孟軻は邪説と闘う手段として「弁」を好んだ人物だと伝えられる。とりわけ『孟子』告子上篇では、告子との議論の中で名家や墨弁の学説と似た表現を用いている。このことにちなみ、郭沫若は告子を弁者の傾向がある人物とみなしている。
孔子の子孫の孔穿は、『公孫龍子』跡府篇や『呂氏春秋』『列子』『孔叢子』において、「白馬非馬」などの学説をめぐって公孫龍と討論した人物として描かれる。

## 思想

### 概観
名家および上記の『墨子』墨弁、『荀子』正名篇などの「名」の思想は、近代以降「名学」または「名弁」（名辯）と通称される。また、「論理学」（中国論理学）と呼ばれることもあるが、これは後述の研究史に由来する慣例的な呼称であり、厳密には「論理学」ではない、とする学者もいる。
とはいえ、少なくとも言語についての思想（言語哲学）ではある。その上で、知識の正しさについての思想（認識論・知識論・真理論）でもあり、あるいは物の有り方・有無・同一性・関係等についての思想（存在論・形而上学）でもある。また、『公孫龍子』堅白論篇や『荀子』『墨子』の学説から、視覚光学・感覚器官・統覚機能の理論も含むとされる。また、『公孫龍子』通変論篇の内容から、五行説とも関わるとされる。また、『公孫龍子』跡府篇で「士」の意味や「殺人者死、傷人者刑」などの賞罰論を説くこと、恵施と公孫龍はどちらも政治上の逸話が伝わること（特に恵施は魏の宰相であること）や、上記の平和主義や黄老思想のことから、政治哲学とも無縁ではない。
しかしながら、具体的にどのような思想だったかは、文献の乏しさや難解さなどの理由から、定説が無く、諸説ある（#研究史）。
21世紀現在での主流の説をまとめた入門書として、スタンフォード哲学百科事典の記事がある。

### 術語
名学の術語として、「名」「実（實）」「指」「物」「同」「異」「離」「合」「体（體）」「兼」「位」「形」「色」「類」「蔵（藏）」「盈」「内・外」「有厚・無厚（无厚）」「通変」「神」「力」「知」「正」「是」「然」「可」「此」「彼」「弁（辯）」などがある。
しかしながら、これら術語の意味についても諸説あり、定訳が無い。例えば「指」は、「指示対象」や「指示作用」とされることもあれば、「認識」、「ゆび」とされることもある。

### 学説
名学の学説としては以下が伝わる。ただし、大抵の学説は箴言的な結論が伝わるのみで、論拠が伝わらない（もしくは論拠が伝わっていても、その論拠が難解である）ため、学説の意味についても諸説ある。
- 『公孫龍子』の学説。例: 白馬論篇の「白馬非馬」、堅白論篇の「堅白石」「目以火見」、指物論篇の「指非指」
- 『尹文子』の学説。例: 「好牛・好馬・好人」
- 『鄧析子』の学説。例: 「天於人無厚也」
- 『荘子』天下篇で名家に帰される学説
  - 恵施に帰される10の学説。総称「歴物十事」[80]または「歴物」[81]「歴物十条」[82]。例: 「至大無外・至小無内」「大同異・小同異」「今日適越而昔来」「氾愛万物、天地一体也」
  - 名家全般に帰される21の学説。総称「弁者二十一事」[83]または「弁者二十一条」[80][84]。例: 「火不熱」「鶏三足」「犬可以為羊」「亀長於蛇」「黄馬驪牛三」「鏃矢之疾而有不行不止之時」
- 上記以外の文献で名家に帰される学説。例: 『荀子』不苟篇の「鉤有須」、『列子』仲尼篇の「髪引千鈞」[注釈 20]、『説苑』善説篇の「弾之状」、『韓非子』説林下篇の「恵子曰、置猿於柙中、則与豚同」（伯楽の相馬術説話で引用）[注釈 21]
- 『墨子』墨弁に出てくる学説。誰に帰されるのか判然としない。例: 経説下篇の「木与夜孰長」、小取篇の「愛弟非愛美人」「乗車非乗木」
- 『荀子』正名篇で引用される学説。誰に帰されるのか判然としない。例: 「非而謁楹有牛馬非馬也」[注釈 22]

複数の文献に出てくる学説もある。
- 文献間で同じ学説。例: 『荀子』正名篇と『墨子』小取篇の「殺盗非殺人」[注釈 23]、弁者二十一条と『荀子』不苟篇の「卵有毛」
- 文献間で一部が異なる学説。例: 弁者二十一条の「孤駒未嘗有母」と『列子』仲尼篇の「孤犢未嘗有母」、『呂氏春秋』淫辞篇の「藏三牙」と『孔叢子』公孫龍篇の「臧三耳」[注釈 24]
- 文献間で対立する学説。例: 「白馬非馬」と墨弁の「白馬馬也、乗白馬乗馬也」、弁者二十一事の「狗非犬」と墨弁の「狗犬也、而殺狗非殺犬也、可」[90]

その他、様々な文献で「堅白」「堅白同異」「堅白同異之辯」「離堅白・合同異」というフレーズが、公孫龍または名家・墨家の学説の代名詞として言及される。そして実際に、「堅・白」の両字は、『公孫龍子』堅白論篇や墨弁において頻繁に論じられる。ただし、名学と直接関係ない文脈で「堅・白」が論じられる例もある（『論語』陽貨篇の「仏肸召」章、『韓非子』外儲説右上篇の「夫痤疽之痛也」章、『呂氏春秋』別類篇の相剣術説話）。
『荀子』は複数の篇で、名家の学説や「堅白同異」を邪説として引用している。とりわけ正名篇では、上記の「殺盗非殺人」「非而謁楹有牛馬非馬也」や、宋尹学派の「見侮不辱」などの学説を、「名・実」の観点から三パターン（三惑）に分類して論駁すると同時に、荀子自身の学説（「約定俗成」「大共名・大別名」など）を述べている。なお、「見侮不辱」は正論篇でも論駁される。
『荘子』は複数の篇で、名家の学説と似た表現を用いている。具体的には、斉物論篇の「南郭子綦」章において「指之非指」「馬之非馬」「天地一指也、万物一馬也」「堅白之昧」、養生主篇の「庖丁」章において「刀刃者无厚」、天道篇の「士成綺」章において「呼我牛也而謂之牛」（通称「呼牛呼馬」）、秋水篇の「秋水」章において「至精無形、至大不可囲」、則陽篇の「丘里之言」章において「合異以為同、散同以為異」「指馬之百体而不得馬」といった表現を用いている。
『孟子』告子上篇では、名学と直接関係ない文脈で「白馬之白」や「吾弟則愛之、秦人之弟則不愛也」といった表現を用いている。

## 研究史
研究史に関しては、加地 2012, 坂出 1994, 曹 2017, チャン 2010, 鄭 2010, 梅 2007, Mou 2007などが詳しい。晋 2015 は研究史を主題にした書籍であり特に詳しい。

### 前近代
約2000年間にわたり、名家の存在はほぼ忘れられていた。名家の諸学説も、意味不明な奇説・邪説として受容されていた。例外として、魏晋の清談・玄学の時代には、名家の諸学説に対する関心も高まったが、その場合も基本的には難解な学説として受容されていた（『世説新語』文学篇）。
『公孫龍子』は『道蔵』などに収録されて辛うじて散逸を免れたものの、注釈書が作られることは後述の明清代までほぼ無かった。『墨子』墨弁の場合もおおよそ同様だった。西晋の魯勝は、墨弁の注釈書を著したが、叙文だけ残して散逸してしまった。
一方、『荘子』は多くの注釈書が作られたが、注釈者の大半は、天下篇の名家学説を詳細に注釈する価値が無い箇所とみなしていた。例えば、西晋の郭象（『荘子』注釈者の筆頭）は、天下篇の名家学説に対して「存而不論」（注釈書から削除はしないが注釈を施さない）という冷淡な態度をとっていた。まれに天下篇の名家学説に注釈が施されることは有っても、名家自体の詳細な研究に繋がることは無かった。斉物論篇の「指之非指」なども、名家と関連付けずに解釈されることが多かった。
名家や墨弁の詳細な研究が始まったのは、明清の諸子学、特に清末の光緒年間頃（1870年代から1900年代）の、兪樾・孫詒譲、およびその次代の章炳麟・王国維らによる、清朝考証学の手法を踏まえた諸子学においてだった。しかしながら、ちょうど時を同じくして、明治期の日本から近代的な「中国哲学」の研究手法（次節参照）が流入し始めていた。章炳麟以降の諸子学もその流れに飲み込まれた。そのため結局、秦代から清代まで、伝統的な手法で名学が研究される機会はほとんど無かった。

### 19世紀末から

#### 論理学

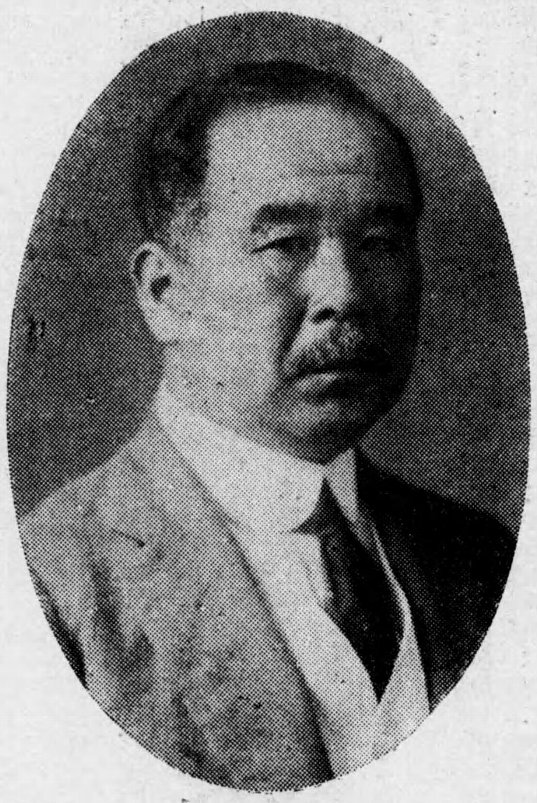
桑木厳翼

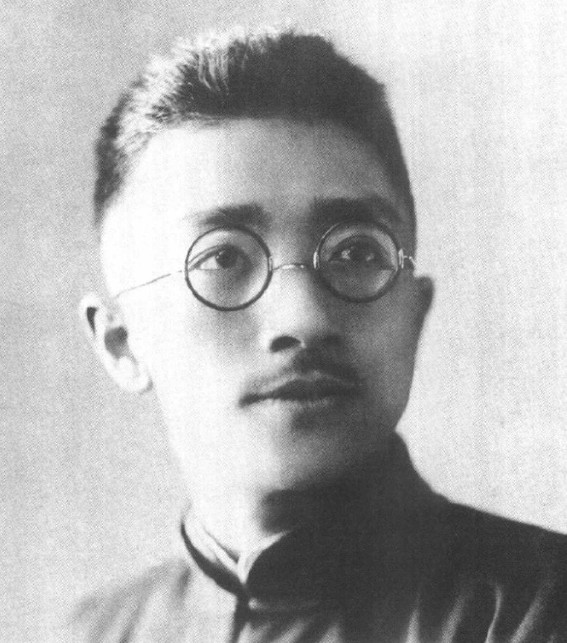
胡適

19世紀末、明治期の日本で生まれた「中国哲学」という研究分野は、その名の通り中国に「哲学」を、すなわち中国に西洋哲学と似たものを探す分野として始まった。そのため、日本では1880年頃から、名学が「中国における論理学」とみなされるようになった。それに伴い、前近代までと一転して盛んに研究されるようになった。
「論理学」説をとった学者の筆頭として、1898年以降の桑木厳翼がいる。桑木の説は、上記の清末の章炳麟や王国維にも受容された。民国初期（1910年代）以降は、胡適・梁啓超・郭湛波らが、20世紀中期以降は譚戒甫・陳大斉・末木剛博らが「論理学」説を継承した。21世紀現在も複数の学者が継承している。
「論理学」説とは、大まかに要約すれば、西洋に無矛盾律や三段論法のような西洋論理学があり、インドに三支作法のような因明・インド論理学があるならば、中国にも同様の論理学が普遍的にあるべきだ、という前提のもと、論理学についての記述を諸子に求め、白馬論を推論（または論証）とみなし論理式に変換するような説である。
しかしながら、「論理学」説をとった場合、論理学についての記述は墨弁の一部程度しかなく、白馬論は奇怪な推論をしていることになってしまう。そして何より、秦代以降はそれらの論理学が絶学になったということになる。そのような解釈結果から、「中国人は論理学の発明に失敗した」「胚胎・萌芽はあったが挫折した」「中国に論理学の伝統は無い」という見解が明治期から形成された。これらの見解は、中国仏教とインド仏教との対照性（主に因明の不振と禅仏教の言語観）や、中国語と印欧語との対照性（文法上の時制や数・格が無い）などの見解と合わさって、「中国哲学は論理的ではない」「中国人は論理的・抽象的思惟において劣っている」（代わりに現実的思惟に優れている）というステレオタイプの形成に繋がった。以上の見解・ステレオタイプをまとめた書物として、比較思想研究の大家、中村元の1948年の著書『東洋人の思惟方法』がある。同書は1960年に英訳され、国際的に読まれた。同書への批判も兼ねて名学を研究する学者も多い。

#### 詭弁・パラドックス

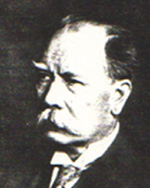
フォルケ

「論理学」説と重なる部分が大きい説として、「詭弁」説または「パラドックス」説がある。すなわち、名家の学説は「詭弁」（英: sophism）あるいは「パラドックス」、すなわち論理的誤謬を含んだ推論である、あるいは推論によって得られる結論が奇怪なだけで推論は妥当に見える、などと説明される。
詭弁説・パラドックス説は、古代ギリシアの「ソフィスト」「ソクラテス以前の哲学者」「小ソクラテス学派」などと名家を積極的に類似視する説でもある。具体的には、プラトン対話篇『ソピステス』『エウテュデモス』やアリストテレス『ソフィスト的論駁について』などに由来するソフィスト像やエリスティケー・レートリケーの文化、あるいは「飛んでいる矢は止まっている」に代表されるゼノンのパラドックス、エウブリデスのパラドックス、付帯性・相対主義・無限論・原子論・一元論・運動と変化・語義の曖昧さ（多義性）などの思想と類似視される。
詭弁説・パラドックス説をとった学者として、上記の桑木厳翼や、同時期の遠藤隆吉、中内義一、アルフレッド・フォルケらがいる。このうちフォルケの説は狩野直喜に採用されている。フォルケは特に「白馬非馬」について、アンティステネスあるいはソフィスト全般に帰される「教養あるコリスコス」と「コリスコス」の区別という学説や、同語反復以外の命題はすべて誤りという学説を持ち出して、これらと同じ主旨の学説だと解釈している。
詭弁説の大半は同時に、上記の前近代の受容史や『荀子』に由来する名家のイメージ、すなわち奇説・邪説を説いたというイメージを踏襲する説でもある。また、『荀子』正名篇は名家の詭弁を批判して「正しい論理学」を打ち立てようとした篇である、とする説でもある。桑木の論理学説は、そのような詭弁説の要素も持っていた。
一方で、胡適は詭弁説をとらず、「卵有毛」は生物進化論に通じる科学的な学説である、などと解釈していた。
なお、プラトン対話篇では上記の他にも、「正名」や「約定俗成」と紐つけて『クラテュロス』と類似視されることもある。

### 20世紀中期から

#### 概念実在論

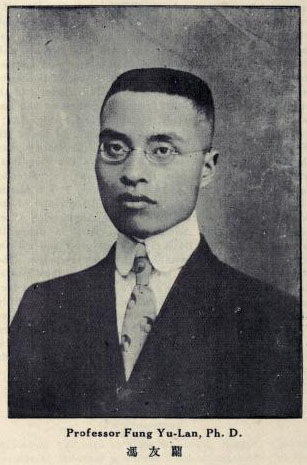
馮友蘭

20世紀中期以降、以上の論理学説（または詭弁説・パラドックス説）を拡張または改訂して、いくつかの新説が提唱されるようになった。
そのような新説の筆頭として、1930年代の馮友蘭による「概念実在論」説がある。ここでいう「概念実在論」は、「実念論」「普遍論争における実在論」「普遍者実在論」「プラトンのイデア論」などとも言い換えられる。この説によれば、「白馬非馬」というときの「馬」という字は、日常的な意味での horse を指すのではなく、horseness や universal of horseness（馬概念・馬性・馬の普遍者・馬のイデア）などと翻訳されるべき抽象的な概念を指す字であり、諸子はそのような概念の有り方や有無について論じているのだとされる。
馮友蘭の概念実在論説に近い説として、成中英・馮耀明らの説がある。日本においても、加地伸行・浅野裕一らの説がある。ただし、左に挙げた学者間でも細部の解釈は異なる。例えば、馮友蘭や浅野裕一は公孫龍を実念論者だとしているが、加地伸行は公孫龍を実念論に反対した唯名論者だとしている。
加地伸行はまた、上記の経学（名物訓詁の学）などの通史的伝統との接続を試みて、中国には普遍論争に似た「名実論争」の伝統があった、とする精神史的な仮説を提唱している。この加地の説は後述の「意味」説の要素も持つ。

#### メレオロジー
馮友蘭の概念実在論説を否定する形で提唱されたのが、「メレオロジー」説である。すなわち、諸子の思想は概念の実在についてではなく、「部分と全体の関係」（part-whole relation）についての思想なのだとされる。メレオロジー説は、チャド・ハンセン（Chad Hansen, 陳漢生）とA.C.グレアムの二人に帰され、アンヌ・チャンやスタンフォード哲学百科事典に参照されている。
メレオロジー説は、西洋哲学との類似性よりも、古典中国語の固有性を論拠とする。すなわち、術語の「体・兼」は「部分・全体」を意味する用例があり、そのことを論拠の一つとしている。したがって、この説を採用すれば、普遍論争のような西洋哲学史の枠組みを持ち出す必要がない。仮に普遍論争を持ち出すとしても、諸子は全員唯名論者とみなされる。その上で、「白馬非馬」を含む難解な文の多くに、整合的な解釈を与えることができる。
ハンセンはメレオロジー説を主張するにあたって、分析哲学のトピックや方法論を積極的に援用したことでも知られる。

#### 論理学からの脱却
概念実在論説とメレオロジー説の対立と併行して、旧来の論理学説（または詭弁説・パラドックス説）から脱却するような説も多く提唱された。この説は、論理学中心観から脱却する説、唯名論的な説、とも表現される。
例えば、言葉の「意味」とは何か、についての思想とする説がある。すなわち、広義の意味論（意味の理論）、ソシュールらの記号論、フレーゲの意義と意味、オグデンとリチャーズ『意味の意味』の意味の三角形などに近いとされる。言い換えれば、「白馬」や「馬」という言葉の意味、言葉の指示対象、言葉と物（言葉と世界）との対応関係、言葉同士の異同の関係などについての思想とされる。上記の加地伸行の説は、こちらの説の要素も持つ。
また例えば、古典中国語に即した非形式論理学、語用論・発話行為、使用と言及の区別、などに近いとする説がある。藤堂明保は漢字学・上古音の観点から解釈している。

#### その他
20世紀の名学研究は以上に挙げた以外にも、王琯・郭沫若・高亨・胡道静・沈有鼎・陳癸淼・銭穆・牟宗三・龐朴・楊寛・ニーダム・赤塚忠・池田知久・宇野精一・大浜晧・高田淳・武内義雄・津田左右吉・宮崎市定・村山吉廣らの研究がある。
20世紀には、ヘーゲルやマルクス主義に基づき「弁証法論理学」「唯心論と唯物論」などの図式に当て嵌める解釈も多かった。21世紀現在、そのような解釈は中国内外で退潮している。

### 20世紀末から21世紀
1980年代頃からは、以上の諸説が入り乱れた状態が続いており、特に進展は無い。ただし、名家の外堀を埋めるような研究が進展している。具体的には、新出文献の発見をきっかけとする黄老思想や道家の「名」の研究（既述）や、通史的な「正名」の研究、諸子研究の方法論の問題をめぐる議論が進展している。
方法論の問題とは、例えば、諸子を西洋哲学の枠組みに当て嵌めて解釈して良いのかという問題、古典中国語をどのように翻訳するべきかという問題（例えば「有」「非」などの字とbe動詞・存在動詞との対応関係の問題）、文献解釈におけるプリンシプル・オブ・チャリティーの問題、Q.スキナーやポーコックら西洋思想史学のケンブリッジ学派を踏まえた中国思想史の叙述方法の問題などである。その他、上記のステレオタイプの一因になった、中国語と印欧語の対照性の通念をめぐる議論も進展している。

## 主な参考文献

### 日本語
- 赤塚忠『諸子思想研究 再版（赤塚忠著作集 第4巻）』研文社、2002年（原著1987年）。ISBN 978-4990092047。
  - 「天下篇所載の名弁について」初出1974年、『中哲文学会報』1号、東大中哲文学会。NDLJP:2210745/5
- 浅野裕一「恵施像の再構成 ― 弁者と魏相との接点」『日本中国学会報』第28号、1976年。
- 浅野裕一『古代中国の言語哲学』岩波書店、2003年。ISBN 978-4000228336。 （1970年代以降の諸論文のまとめ）
- 浅野裕一『諸子百家』講談社〈講談社学術文庫〉、2004年（原著2000年講談社）。ISBN 978-4061596849。
- 天野鎮雄『公孫竜子』明徳出版社〈中国古典新書〉、1967年。
- 池田知久「『墨子』の経・経説と十論」『中哲文学会報』第10号、東大中哲文学会、1-27頁、1985年。doi:10.11501/2210754。NDLJP:2210754。
- 池田知久『荘子 全訳注 上・下』講談社〈講談社学術文庫〉、2014年。上: ISBN 978-4062922371、下: ISBN 978-4062922388（注釈が詳しい）
- 宇野精一『宇野精一著作集 第4巻』明治書院、1987年。ISBN 978-4625540080。NDLJP:12292352
  - 「支那哲学研究方法論」2-19頁。初出1949年、『哲学雑誌』64巻703号、有斐閣
  - 「名学の諸問題」20-53頁。初出1949年、『ロゴスとパトス』内田老鶴圃
  - 「古代支那に於ける論理に就いて」54-68頁。初出1953年、『諸橋博士古稀祝賀記念論文集』大修館
- 大浜晧『中国古代の論理』東京大学出版会、1959年。ISBN 978-4130100137。 NDLJP:2968609（博士論文の書籍化）
- 加地伸行『加地伸行著作集1 中国論理学史研究 経学の基礎的探求』研文出版、2012年（原著1983年）。ISBN 978-4876364022。（1960年代以降の諸論文と下記博士論文の書籍化、その著作集版）
  - 加地伸行『『公孫龍子』の研究（要旨）』東北大学 博士論文、1982年。
- 加地伸行『中国人の論理学』筑摩書房〈ちくま学芸文庫〉、2013年（原著1977年中公新書）。ISBN 978-4480095374。
- 桂紹隆『インド人の論理学 問答法から帰納法へ』法蔵館〈法蔵館文庫〉、2021年（原著1998年）。ISBN 978-4121014429。
- 狩野直喜『中国哲学史』岩波書店、1953年。ISBN 978-4007300363。 NDLJP:2970880
- 久保田知敏「古代中国における基礎学」『科学基礎論研究』、科学基礎論学会、2005年。
- 近藤浩之「中国古代における文法的説明による論証とその形式」『中国哲学』第37号、北海道中国哲学会、2009年。 NAID 40016964057。
- 坂出祥伸『東西シノロジー事情』東方書店、1994年。ISBN 4497944158。
  - 「中国哲学研究の回顧と展望―通史を中心として—」17-94頁。（複数論文のまとめ）
  - 「明治哲学における中国古代論理学の理解—桑木厳翼を中心として—」95-118頁。初出1966年、船山信一編『明治論理学史研究』理想社。NDLJP:2969953/125
- 末永高康「「殺盗非殺人」と「白馬非馬」」『中国研究集刊』第35巻、2004年。doi:10.18910/60929。
- 関口順「釈名辯――「名家」と「辯者」の間」『埼玉大学教養学部紀要』第29号、右65-83（左169-187）頁、1993年。 NAID 40001439277。
- 高田淳 著「先秦「名家」の思想」、宇野精一・中村元・玉城康四郎 編『講座東洋思想4 中国思想3 墨家・法家・論理思想』岩波書店、1967年。ISBN 978-4130140546。 NDLJP:2969196（下記諸論文のまとめ）
  - 高田淳「名弁の思想（1）：公孫竜の思想」『東洋学報』、東洋文庫、1962a。CRID 1050845763444758784。
  - 高田淳「名弁の思想（2）：恵施の思想」『東洋学報』、東洋文庫、1962b。CRID 1050001338514627584。
  - 高田淳「墨経の思想 : 経上・経説上について」『学習院大学文学部研究年報』、学習院大学文学部、1963年。CRID 1520853835344160256。国立国会図書館書誌ID:764856
  - 高田淳「墨経の思想 : 経下・経説下について」『東京女子大學論集』1964年。CRID 1050845762588782592。
- 藤堂明保「堅白異同の弁はなぜ生じたか(語学)--附・未央ということば」『東京支那学報』第8号、東京支那学会、1962年。 NAID 40002592865。
- 中島隆博「『荀子』における《正しい言語の暴力とそのほころび》」『中国哲学研究』第1号、東京大学中国哲学研究会、左1-199頁、1990年。NDLJP:4426100
- 中島隆博『残響の中国哲学 言語と政治』東京大学出版会、2007年。ISBN 978-4130101042。（第一章が上記1990年の要約。増補版2022年）
- 中島隆博 著「桑木厳翼と中国哲学」、廖欽彬；伊東貴之；河合一樹；山村奨 編『東アジアにおける哲学の生成と発展 間文化の視点から』法政大学出版局、2022年。ISBN 978-4588151231。
- 森三樹三郎『「名」と「恥」の文化』講談社〈講談社学術文庫〉、2005年（原著1971年）。ISBN 9784061597402。

### 日本語以外・翻訳
- 曹峰『中国古代"名"的政治思想研究』上海古籍出版社、2017年。ISBN 978-7532584840。 （下記博士論文の増補改訂・書籍化・中国語訳）
  - 曹峰『中国古代における「名」の政治思想史研究』 東京大学、2004年。CRID 1110282785234897536。
  - （日本語による書評）河合一樹「TARB書評: 曹峰 『中国古代「名」的政治思想研究』」『Tokyo Academic Review of Books』第57号、Editorial Board of Tokyo Academic Review of Books、2023年。doi:10.52509/tarb0057。
- Cheng, Anne (1997), Histoire de la pensée chinoise, Seuil, ISBN 978-2020125598
  - アンヌ・チャン 著、志野好伸；中島隆博；廣瀬玲子 訳『中国思想史』知泉書館、2010年。ISBN 978-4862850850。
- Fung, Yiu-ming [馮耀明] (2020), “Introduction: Chinese Philosophy of Logic”, in Fung Yiu-ming, Dao Companion to Chinese Philosophy of Logic, Springer, ISBN 978-3030290313
- 馮友蘭 『中国哲学史』上下巻、商務印書館、1934年
  - 馮友蘭 著、柿村峻・吾妻重二 訳『中国哲学史 成立篇』富山房、1995年。ISBN 457-2009023。 NDLJP:2970897（『中国哲学史』上巻の全訳）
- Fraser, Chris (2003), “Later Mohist Logic, Ethics and Science After 25 Years”, in Graham, A.C., Later Mohist Logic, Ethics and Science, Chinese University Press, ISBN 978-9622011427
- Graham, A.C. (2003) [1978], Later Mohist Logic, Ethics and Science, Chinese University Press, ISBN 978-9622011427
- Graham, A.C. (1989), Disputers of the Tao: Philosophical Argument in Ancient China, Open Court, ISBN 978-0812690880
- 郭沫若『十批判書（中国語版）』群益出版社、1945年
  - 郭沫若 著、野原四郎・佐藤武敏・上原淳道 訳『中国古代の思想家たち 下』岩波書店、1957年。
- Hansen, Chad (1976), “Mass Nouns and A White Horse Is Not a Horse”, Philosophy East and West (University of Hawaii Press) (26-2):  189-209, doi:10.2307/1398188
- Hansen, Chad (1992), A Daoist Theory of Chinese Thought, Oxford University Press, ISBN 978-0195134193
- Hansen, Chad (2007), “Prolegomena to Future Solutions to "White‐Horse Not Horse"”, Journal of Chinese Philosophy (Wiley) (34-4):  473-491, doi:10.1111/j.1540-6253.2007.00435.x
- Harbsmeier, Christoph (1990), “Marginalia Sino-logica”, in Robert E. Allinson, Understanding The Chinese Mind: The Philosophical Roots, Oxford University Press, pp. 125-166, ISBN 978-0195850222
- 胡適『先秦名学史』（The Development of the Logical Method in Ancient China）、1917年
  - 井出季和太 訳、高瀬武次郎 序『胡適の支那哲学論』大阪屋号書店、1927年 / 復刊: 大空社〈アジア学叢書〉、1998年
- 晋荣东『中国近现代名辩学研究』上海古籍出版社、2015年。ISBN 978-7532576623。
- 李哲賢『荀子之名學析論』文津出版社有限公司、2005年。ISBN 978-9576687747。
- 梅约翰 [Makeham, John]「诸子学与论理学：中国哲学建构的基石与尺度」『学术月刊』、上海市社会科学界联合会、62-67頁、2007年。doi:10.19862/j.cnki.xsyk.2007.04.008。オリジナルの2018年時点におけるアーカイブ。
- Makeham, John (1991), “Names, Actualities, and the Emergence of Essentialist Theories of Naming in Classical Chinese Thought”, Philosophy East and West (University of Hawai'i Press) 41 (3):  341-363
  - 梅约翰 [Makeham, John] 著、周卓成 訳、尹紫涵 校「名、实与中国古典思想中本质主义名学的产生」『思想与文化』2022年第2期、华东师范大学出版社、71-91頁、2023年。
- 鄭宰相 [Jung, Jaesang]「日本中国古代論理思想研究評述」（中国語）『荀子思想の研究』 京都大学、2010年、175-187頁。 NAID 500000526813。
- Mou, Bo [牟博] (2007), “Introduction: Methodological Notes”, Journal of Chinese Philosophy (Wiley) (34-4):  465-471, doi:10.1111/j.1540-6253.2007.00434.x